# Agapanthia subflavida
Agapanthia subflavida är en skalbaggsart som beskrevs av Maurice Pic 1903. Agapanthia subflavida ingår i släktet Agapanthia och familjen långhorningar. Inga underarter finns listade i Catalogue of Life.